# Британская почта в Китае
Британская почта в Китае — сеть почтовых отделений Великобритании на территории Китая, существовавших в XIX—XX веках, для которых в 1917—1927 годах эмитировались собственные почтовые марки.

## История
По итогам заключения Нанкинского договора от 29 августа 1842 года, первого неравноправного договора Китая с иностранным государством, английские торговые компании получали доступ к ряду китайских портов. При этом Великобритания имела право содержать в них собственную полицию, войска и т. д. и создавать собственные почтовые отделения.

### Почта открытых портов
Британская почта в Китае представляла собой систему почтовых отделений, учреждённых Великобританией в середине XIX века — начале XX века при своих консульствах в разных открытых (договорных) портах Китая, а также Японии (Нагасаки и Иокогама).
16 апреля 1844 года Великобритания открыла пять первых консульских почтовых учреждений. Позднее были основаны ещё пять почтовых контор. Перечень этих отделений в континентальной части Китая приводится в таблице ниже.
| Город     | Год основания почтового отделения | Номерной почтовый штемпель для гашения корреспонденции | Годы применения штемпеля |
| --------- | --------------------------------- | ------------------------------------------------------ | ------------------------ |
| Амой      | 1844                              | A1 D27                                                 | 1866—1885 1876—1885      |
| Кантон    | 1844                              | C1                                                     | 1866—1885                |
| Фучжоу    | 1844                              | F1                                                     | 1866—1885                |
| Нинбо     | 1844                              | N1                                                     | 1866—1885                |
| Шанхай    | 1844                              | S1                                                     | 1866—1885                |
| Сватоу    | 1861                              | S2                                                     | 1866—1885                |
| Ханькоу   | 1872                              | D29                                                    | 1879—1885                |
| Цюнчжоу   | 1873                              | D28                                                    | 1876—1885                |
| Тяньцзинь | 1882                              |                                                        |                          |
| Чифу      | 1903                              |                                                        |                          |

Ещё одно отделение располагалось в Аньпине, на Тайване. До 1 января 1868 года почтовые отделения находились в подчинении у лондонского Главного почтового управления. Вначале письма просто упаковывались в мешки в этих городах и перевозились в Гонконг, где их гасили штемпелем «B62»; позднее (1860-е — 1870-е годы) каждое почтовое отделение получило собственные номерные штемпели.
С 1862 года в обращении были почтовые марки Гонконга, но 1 января 1917 года на марках Гонконга были сделаны надпечатки англ. «CHINA» (Китай). Этот выпуск надпечатанных марок охватывал 16 номиналов — от 1 цента до 10 долларов.
Кроме консульских почт, в открытых портах действовали филиалы Шанхайской городской почты, причем в некоторых из них — в Ханькоу, Фучжоу, Сямыне (Амое), Чифу и др. — печатали свои марки. Однако 2 февраля 1897 года все марки местных почт были изъяты из обращения.
Все британские почтовые отделения в указанных выше китайских портах закрылись 30 ноября 1922 года.

### Отделение Вэйхай
Поселение в округе Вэйхай не являлось открытым портом, а было сдано в аренду. Оно было оккупировано 24 мая 1898 года. Корреспонденцию, франкированную местной маркой Вэйхая, перевозила в Чифу компания Cornébé and Co. для последующей сортировки. Так продолжалось до организации китайского почтового отделения Люкун Тау (Liu Kung Tau) в марте 1899 года, которое в свою очередь сменило британское почтовое отделение 1 сентября 1899 года. Второе почтовое отделение Великобритании было создано в Порт-Эдварде в 1904 году.
В обоих отделениях использовались почтовые марки Гонконга с надпечаткой «CHINA» («Китай») до ухода Великобритании из поселения 1 октября 1930 года. Помимо первого такого выпуска 1917 года, 1 марта 1922 года были сделаны надпечатки на марках ещё десяти номиналов с водяным знаком в виде повторяющейся аббревиатуры «CA» (Multiple Script CA — от англ. «Crown Agents», то есть «Агентство короны»), а в 1927 году к ним добавилась ещё одна надпечатанная марка.
Всего, по данным Л. Л. Лепешинского, для британских отделений в Китае было выпущено 59 почтовых марок в виде надпечаток на марках Гонконга, которые имели номиналы в центах и долларах и употреблялись в период с 1917 по 1930 год. Однако в каталогах «Стэнли Гиббонс» и «Скотт» указано 27 марок, изданных британской почтой в Китае.